# The North Sea Cup
The North Sea Cup (ang. Puchar Morza Północnego) – turniej szachowy rozgrywany od roku 1976 w duńskim mieście Esbjerg. Zawody odbywały corocznie do roku 1985 (w 1983 były jednocześnie mistrzostwami krajów nordyckich), w następnych dwóch latach zorganizowano dogrywkę o tytuł indywidualnego mistrza Danii oraz mistrzostwa Danii juniorów (z zachowaniem kolejnej numeracji). W 1988 r. rozegrano XIII edycję turnieju, a następne dwie w odstępach kilkuletnich (1996 i 2000). Od 2001 r. turnieje odbywając się cyklicznie. Do 2003 r. wszystkie edycje rozegrano systemem kołowym z udziałem od 10 do 14 zawodników, a od kolejnego roku stosuje się system szwajcarski (na dystansie 9 lub 10 rund). W niektórych latach, oprócz turnieju głównego, organizowano również poboczny (turniej B), w którym w 1988 r. triumfował Zbigniew Jaśnikowski.
Od 2009 r. turniej nie jest rozgrywany.

## Lista dotychczasowych zwycięzców
| Lp. | Rok  | Zwycięzcy                                                    | Wynik   |
| --- | ---- | ------------------------------------------------------------ | ------- |
| 1   | 1976 | Ulrik Rath, Uwe Kunstowicz                                   | 7 z 9   |
| 2   | 1977 | Jens Kristiansen                                             | 9 z 11  |
| 3   | 1978 | Bent Larsen                                                  | 11 z 13 |
| 4   | 1979 | László Vadász, Jonathan Mestel                               | 9½ z 13 |
| 5   | 1980 | Artur Jusupow                                                | 9½ z 13 |
| 6   | 1981 | Lars Karlsson                                                | 8½ z 11 |
| 7   | 1982 | Ľubomír Ftáčnik                                              | 8½ z 11 |
| 8   | 1983 | Curt Hansen                                                  | 8½ z 11 |
| 9   | 1984 | Nigel Short                                                  | 7½ z 11 |
| 10  | 1985 | András Adorján                                               | 8 z 11  |
| 11  | 1986 | mecz Carsten Høi – Jens Kristiansen                          | 2½ – ½  |
| 12  | 1987 | mistrzostwa Danii juniorów, I m. Lars Bo Hansen              |         |
| 13  | 1988 | Rafajel Wahanian, Wiktor Kuprejczyk                          | 7½ z 11 |
| 14  | 1996 | John Emms                                                    | 7½ z 9  |
| 15  | 2000 | Piotr Swidler, Michaił Gurewicz                              | 6½ z 9  |
| 16  | 2001 | Peter Heine Nielsen, Emil Sutowski                           | 6½ z 9  |
| 17  | 2002 | Lázaro Bruzón Batista, Leinier Domínguez Pérez               | 6 z 9   |
| 18  | 2003 | Aleksiej Driejew, Krishnan Sasikiran Luke McShane            | 6½ z 9  |
| 19  | 2004 | Nikola Sedlak                                                | 7½ z 9  |
| 20  | 2005 | Władimir Biełow                                              | 7½ z 9  |
| 21  | 2006 | Gerhard Schebler, Igors Rausis Stefan Đurić, Aloyzas Kveinys | 7 z 9   |
| 22  | 2007 | Karsten Rasmussen                                            | 8½ z 10 |
| 23  | 2008 | Wadym Małachatko                                             | 8 z 10  |